# Бугский егерский корпус

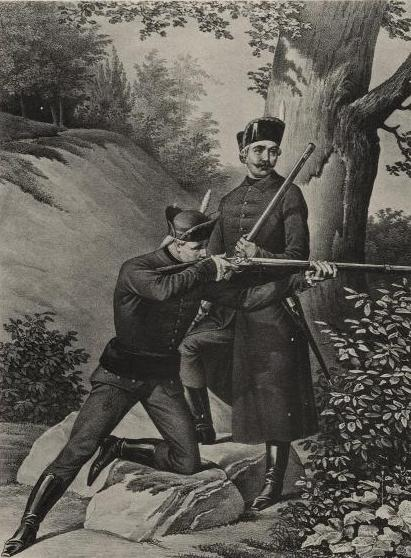
Рядовые егеря, с 1765 по 1786 годов.

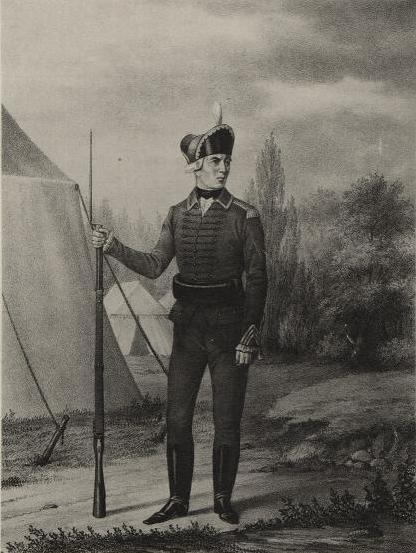
Егерский унтер-офицер с 1765 по 1777 год.

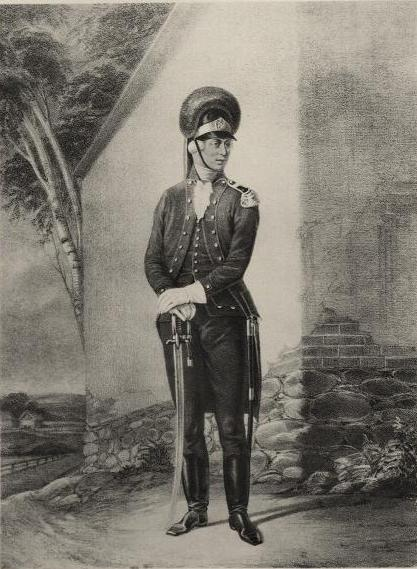
Егерский офицер, с 1786 по 1796 год.

Бугский егерский корпус — соединение лёгкой пехоты (егерский корпус) Русской армии, существовавшее в XVIII веке.

## История
В связи с массовым появлением в европейских армий большого количества нарезного оружия (штуцеров), в середине XVIII века произошли изменения в линейной тактике. Вновь появляется лёгкая пехота - егеря, вооруженные этим типом вооружения. Они использовались для действий на пересечённой и лесистой местности небольшими отрядами ловких и метких стрелков, способных сражаться в рассыпном строю, поодиночке или мелкими группами. «Гренадеры и мушкетёры рвут на штыках, — говорил Суворов, — а стреляют егеря».
После окончания Русско-турецкой войны 1768—1774 годов вдоль Южного Буга были размещены казаки Бугского войска, охранявшие новую границу с Османской империей. Для их усиления по указом от 14 января 1785 года, и решениям Военной коллегии, должны были быть сформированы шестиротные полевые батальоны (отдельная часть, штатная численность 1 004 человека личного состава): 1, 2, 3 и 4-й Харьковские и 1, 2, 3 и 4-й Белорусские. 14 января 1785 года генерал-майором М. И. Кутузовым ранее командовавшим Мариупольским легкоконным полком, из трех Харьковских и 2-го Белорусского егерских батальонов был образован Бугский егерский корпус. Кутузов стал первым командиром этого корпуса, будучи назначен приказом президента Военной Коллегии и командующего 3-й дивизией генерал-фельдмаршала Г. А. Потёмкина № 162 от 23 мая 1785 года. Егерский корпус был отправлен к месту расквартирования в Побужье. Под командование Кутузова также находился Бугский регулярный казачий полк.
В 1786 году М. И. Голенищев-Кутузов на основе своего боевого опыта разработал «Примечания о пехотной службе вообще и о егерской особенно».
Личный состав корпуса занимался своим обустройством и строительством укреплений, так одно из них, опорный пункт Николаевка, впоследствии стал городом Николаев. В июне — июле 1787 года под крепостью Полтава корпус участвовал в грандиозных показных манёврах, воспроизводящих ход генерального сражения между шведской и русской армиями, перед императрицей Екатериной II, которая инспектировала Новороссию, и её зарубежными гостями.
13 августа 1787 года османы, поддерживаемые Лондоном и Парижем, официально, объявляют войну России, предъявив ультиматум, и не дожидаясь ответа из Санкт-Петербурга, в очередной раз, нападают на Российскую Империю

1787 г. декабря 17. — Рапорт М. И. Кутузова И. И. Меллеру
№ 1150
В Бугский егерский корпус получены в каждый баталион по два орудия, а во все — восемь, из которых [86] шесть осьмифунтовых, а два трехфунтовых единорога. Хотя и есть случай изучить егерей способом бомбардирской команды, здесь находящейся, но, не имея пороху, сего в действо произвесть не могу; и для того, представляя вашему высокопревосходительству, покорнейше прошу сколько заблагорассудить изволите приказать под расписки баталионов отпустить 87.
Генерал-майор Голенищев-Кутузов.
В 1787 году на манёврах в районе Кременчуга Бугский корпус показал высокую тактическую подготовку.
До июля 1788 года Бугский егерский корпус находился «у закрытия границ по Бугу», с главной задачей в своевременном пресечении всяких попыток турок перейти Буг, в середине сентября того же года решением главнокомандующего корпус егерей передвигается к устью Буга, для прикрытия Кинбурна. Бугский егерский корпус входил в состав войск Главной армии на театре войны. Данные войска Главной армии располагались в Екатеринославском наместничестве под общим командованием генерал-аншефа князя Ю. В. Долгорукова. Позднее Бугские егеря участвовали в сражении под Кинбурном.
Бугский егерский корпус принимал участие кампании 1787—1792 годов против турок на Дунае и особо отличился при штурмах Очакова и Измаила.
29 ноября 1796 года Бугский егерский корпус был упразднён, из 1-го и 2-го батальонов был сформирован отдельный 14-й егерский батальон, а из 3-го и 4-го батальонов — 13-й егерский батальон. Впоследствии эти батальоны были переформированы в полки, а при окончательном упразднения номерных егерских полков в 1833 году были присоединены соответственно к Витебскому и Симбирскому пехотным полкам.

## Командование
23.05.1785 — 29.11.1796 — шеф корпуса генерал майор (с 25.03.1791 генерал-поручик) Голенищев-Кутузов, Михаил Илларионович

#### Штаб-офицерыкорпуса
- секунд-майор А. Белуха;
- секунд-майор (с 28.07.1788 подполковник) Н. Трусов;
- секунд-майор Нелидов Д.;
- секунд-майор Будемиров И;
- секунд-майор Кобле Ф. А.;
- секунд-майор Муровьев М.;
- секунд-майор Масленников Т.;
- секунд-майор Кошелев, П. И.

#### Командиры батальонов
- подполковник Деев М. И.;
- подполковник Кашкин Д. Е.;
- секунд-майор (с 01.01.1788 премьер-майор) Д. Белуха;
- подполковник барон Меллер-Закомельский, Е. И.;
- премьер-майор Лавров Н.
- подполковник Кнорринг, К. Ф.;
- подполковник И. Камф;
- подполковник И. Парфентьев.